# Boljevići (Kršan)
Boljevići is een plaats in de gemeente Kršan in de Kroatische provincie Istrië. De plaats telt 95 inwoners (2001).